# Navarre
Pour les articles homonymes, voir Navarre (homonymie).

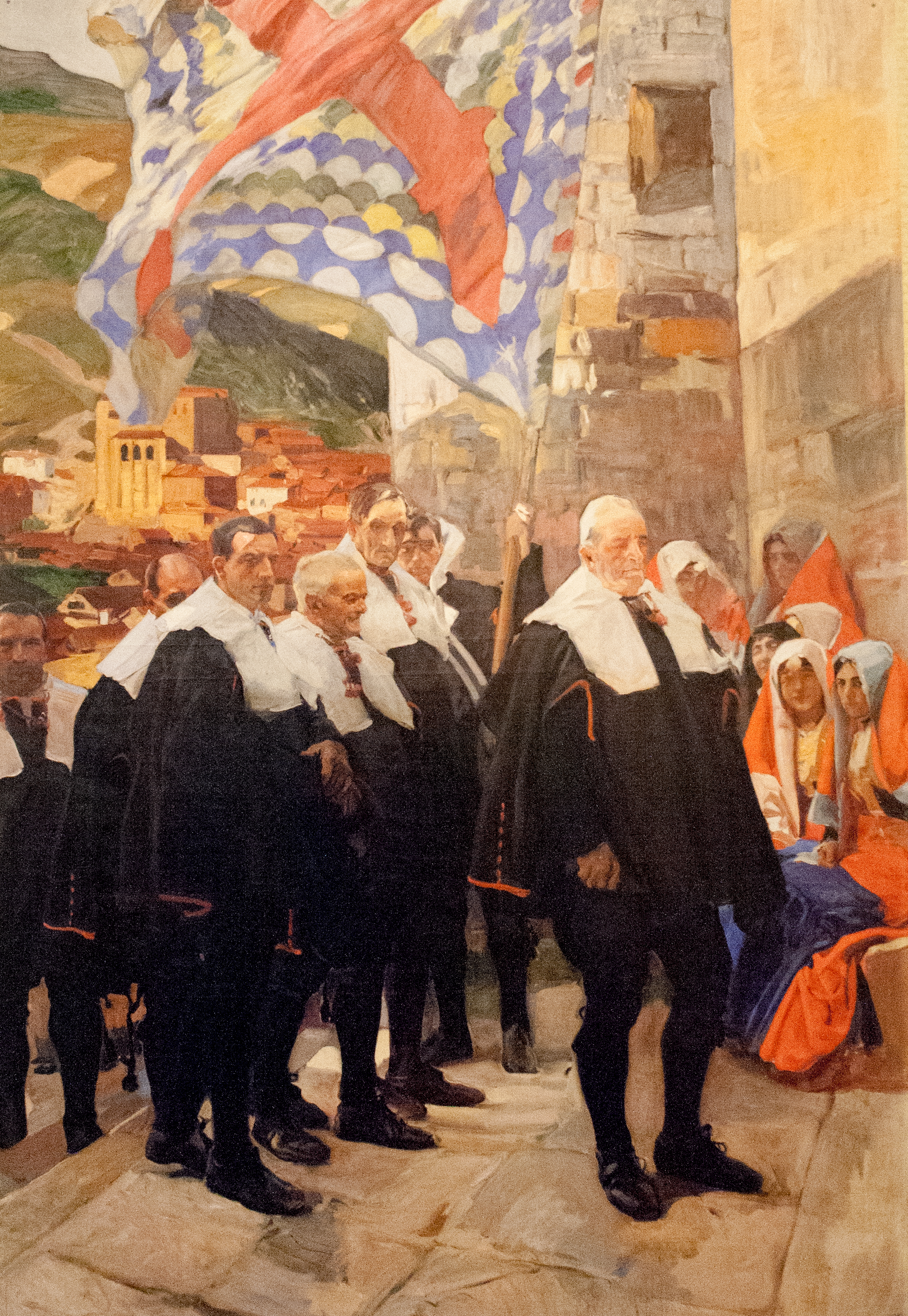
Vision d'Espagne : Navarre
Joaquín Sorolla, 1914
The Hispanic Society of America, New York

La Navarre (en basque Nafarroa, en espagnol Navarra) est un territoire vascon constitué au IXe siècle, situé sur les deux versants de l'extrémité occidentale de la chaîne pyrénéenne, axé sur l'antique voie romaine Bordeaux-Astorga, avec pour capitale Pampelune.
Correspondant au royaume de Navarre, ce territoire a évolué au cours des siècles : son extension et son unité ont été modifiées par des événements militaires, diplomatiques ou dynastiques internes et externes.
Le nom de Navarre renvoie donc à plusieurs réalités historiques et juridiques indissociables, mais distinctes :
- le royaume de Navarre : État souverain basque, constitué en 824, anéanti au XVIe siècle par la conquête de la plus grande partie du territoire par la Monarchie catholique espagnole ;

L'échec de la reconquête par les souverains légitimes entraine la division du royaume. Il y eut alors deux royaumes qui se nommèrent « royaume de Navarre », chacun des deux rois se considérant comme le seul roi légitime :
- la Basse-Navarre, dernier vestige du royaume d'origine, qui correspond à la partie située au nord des Pyrénées, eut un souverain particulier jusqu'en 1589 lorsque le roi de Navarre hérita du trône de France. Annexée à la France en 1790, elle est aujourd'hui intégrée au département des Pyrénées-Atlantiques et incluse dans la communauté d'agglomération du Pays Basque. Sa « capitale » est Saint-Jean-Pied-de-Port. Elle constitue traditionnellement une des sept provinces basques.
- la Haute-Navarre, correspondant à la majeure partie du royaume originel, au sud des Pyrénées, conquise par l'Espagne (guerres de 1512-1525), érigée en 1983 en communauté autonome sous le nom de communauté forale de Navarre, dont la capitale est Pampelune.